# Lepanthes cauda-avis
Lepanthes cauda-avis är en orkidéart som beskrevs av Carlyle August Luer. Lepanthes cauda-avis ingår i släktet Lepanthes och familjen orkidéer. Inga underarter finns listade i Catalogue of Life.